# Arrondissement Thionville-Est

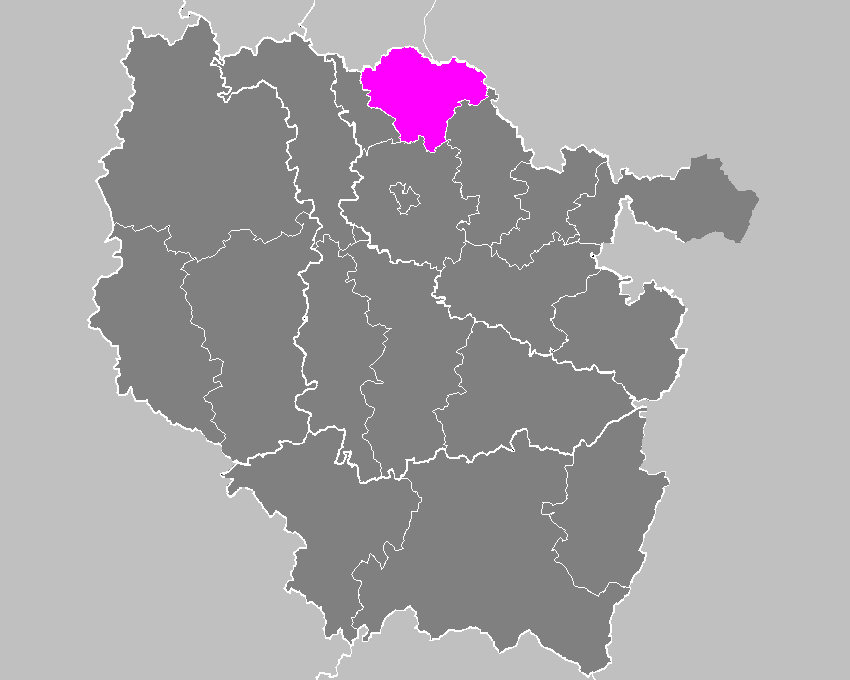
Lage in Lothringen

Das Arrondissement Thionville-Est (deutsch Landkreis bzw. Kreis Diedenhofen-Ost) war eine Verwaltungseinheit des Départements Moselle in der französischen Region Lothringen. Hauptort (Sitz der Unterpräfektur) war Thionville (deutsch Diedenhofen).
Es bestand aus 6 Kantonen und 75 Gemeinden. Die Fläche betrug 686 Quadratkilometer, die Einwohnerzahl (2011) 139.687, die Bevölkerungsdichte 204 Einwohner pro Quadratkilometer. Am 1. Januar 2015 wurde es mit dem Arrondissement Thionville-Ouest zum neuen Arrondissement Thionville zusammengeschlossen.

## Kantone
- Cattenom
- Metzervisse
- Sierck-les-Bains
- Thionville-Est
- Thionville-Ouest
- Yutz

## Geschichte
Das Arrondissement Thionville-Est ging 1919 aus dem Kreis Diedenhofen-Ost hervor. Seit 1922 verwaltete der Unterpräfekt von Thionville-Est das Arrondissement Thionville-Ouest mit.

## Gemeinden
Vor seiner Auflösung bestand das Arrondissement Thionville-Est aus den folgenden 75 Gemeinden:
- Aboncourt
- Apach
- Berg-sur-Moselle
- Bertrange
- Bettelainville
- Beyren-lès-Sierck
- Bousse
- Boust
- Breistroff-la-Grande
- Buding
- Budling
- Cattenom
- Contz-les-Bains
- Distroff
- Elzange
- Entrange
- Escherange
- Évrange
- Fixem
- Flastroff
- Gavisse
- Grindorff-Bizing
- Guénange
- Hagen
- Halstroff
- Hunting
- Basse-Ham
- Hettange-Grande
- Hombourg-Budange
- Illange
- Inglange
- Kanfen
- Kédange-sur-Canner
- Kemplich
- Kerling-lès-Sierck
- Kirsch-lès-Sierck
- Kirschnaumen
- Klang
- Kœnigsmacker
- Haute-Kontz
- Kuntzig
- Laumesfeld
- Launstroff
- Luttange
- Malling
- Manderen
- Manom
- Merschweiller
- Metzeresche
- Metzervisse
- Mondorff
- Monneren
- Montenach
- Oudrenne
- Puttelange-lès-Thionville
- Rémeling
- Basse-Rentgen
- Rettel
- Ritzing
- Rodemack
- Roussy-le-Village
- Rurange-lès-Thionville
- Rustroff
- Sierck-les-Bains
- Stuckange
- Terville
- Thionville
- Valmestroff
- Veckring
- Volmerange-les-Mines
- Volstroff
- Waldweistroff
- Waldwisse
- Yutz
- Zoufftgen